# Kímonas Zografákis
Pour les articles homonymes, voir Zografákis.
Kímonas ou Kímon Zografákis, en grec moderne : Κίμωνας ou Κίμων Ζωγραφάκης, (1918 - 23 novembre 2004), souvent désigné par son nom de guerre, Black Man, est un partisan grec de la résistance crétoise, de 1941 à 1944, contre les forces d'occupation de l'Axe.

## Biographie

### Jeunesse
Kímon Zografákis est né et a grandi dans le village de Kastélli Pediádos en Crète. Ses parents sont Georgios (surnommé Xiroúhis, en grec moderne : Ξηρούχης) et Ekaterini (née Katzagiannakis) Zografákis, qui ont eu deux filles et six fils. Pendant la guerre italo-grecque (1940-1941), Kímon Zografákis a servi sur le front albanais.

### Seconde Guerre mondiale
Après la reddition de la Grèce continentale, en avril 1941, Zografákis retourne en Crète. Il participe à la bataille de Crète, en combattant à Kokkini Chani, juste à l'est d'Héraklion, en Crète, le long de la route côtière. Après la chute de la Crète, il rejoint sa famille à Kastélli. Au début de l'année 1942, les forces d'occupation allemandes commencent l'expansion de l'aérodrome voisin (en). Le père de Zografákis, élu président de la communauté locale, reçoit l'ordre d'organiser ses compatriotes dans des camps de travail forcé, sur ordre des occupants allemands. Cependant, il ne veut pas coopérer et il démissionne de son poste. Il déménage sa famille dans le village de Kastamonitsa, un village situé juste au sud-est de Kastélli. À Kastamonitsa, toute la famille participe à la résistance, développant des liens avec l'Organisation nationale de Crète (EOK). 

### Special Operations Executive
Le jeune Kímon cherche une occasion pour rejoindre le Moyen-Orient et ainsi, il rejoint la 8e armée britannique, en Afrique du Nord,  qui combat les pays de l'Axe. Au début du mois de juin 1942, il a sa chance lorsqu'il aide un groupe de commandos du Special Boat Service à mener à bien le sabotage de l'aéroport de Kastélli (en). Après l'opération, il suit les commandos britanniques au Moyen-Orient où il participe à la première bataille d'El Alamein et de Mersa Matruh. Il rejoint ensuite la Force 133 et s'entraîne comme parachutiste et saboteur. Après son retour en Crète, en juillet 1943, il participe au second sabotage contre l'aérodrome de Kastélli, sous les ordres d'Anders Lassen.
Zografákis finit par s'échapper à nouveau en Égypte. En octobre 1943, après la bataille de Káto Sými et les massacres de Viánnos, les Allemands arrêtent de nombreux officiers grecs. Il s'agit de représailles à la suite de la mort de soldats allemands et de leur complicité avec la résistance crétoise ainsi que pour avoir aidé le SOE. Parmi eux se trouve le frère de Kímonas, Giannis, qui est un sous-lieutenant de réserve, blessé sur le front albanais. Giannis Zografákis a été traduit en cour martiale et condamné à mort avec quatre autres officiers. Ils sont exécutés dans la prison d'Agia, près de La Canée, en Crète.
Plus tard, sous le commandement du SOE, de Sandy Rendel (en), Zografákis retourne secrètement en Crète. Il prend part à plusieurs opérations clandestines, principalement dans l'est de la Crète. Il fait partie d'un groupe de partisans qui utilisent une radio sans fil, cachée dans les grottes du champ de tir du mont Dicté. Avec John Androulakis, formé par le SOE, il participé au sabotage du champ pétrolifère de Peza. En février 1944, Zografákis rencontre le légendaire agent du SOE, Patrick Leigh Fermor, parachuté en Crète, sur le plateau de Katharó pour l'aider à préparer l'enlèvement du général Heinrich Kreipe. Début avril 1944, Zografákis abrite les ravisseurs de Kreipe ,dans la maison familiale, à Kastamonitsa, pendant plus de quinze jours. En août 1944, il participe à une attaque réussie contre des dépôts de carburant à Drasi, Mirabéllo. 

### Après guerre
Zografákis a reçu plusieurs médailles de Grèce et de Grande-Bretagne pour ses services. Cependant, en 1955, après avoir été en désaccord avec le gouvernement britannique sur sa politique à Chypre, il rend respectueusement les médailles données par la Grande-Bretagne.